# Robert Paverick
Robert "Bob" Paverick (* 19. November 1912 in Borgerhout, Antwerpen; † 25. Mai 1994 in Deurne) war ein belgischer Fußballspieler.

## Karriere

### Verein
Paverick trat 1924 als Jugendspieler in die Fußballmannschaft des Sint-Rochus FC Deurne ein. 1927 wechselte er in die Jugend von Royal  Antwerpen.
1930 debütierte er  in der ersten Mannschaft von Royal Antwerpen als Rechtsverteidiger. Mit dem RFC gewann er 1931 und 1944 die belgische Meisterschaft.
1947 verließ er Royal Antwerpen und beendete er seine Spielerkarriere mit Abschluss der Saison 1948/49 bei R. Beerschot AC.

### Nationalmannschaft
Zwischen 1935 und 1946 bestritt Paverick 41 Spiele für die belgische Fußballnationalmannschaft, in denen er ohne Torerfolg blieb.
Bei der Fußball-Weltmeisterschaft 1938 in Frankreich stand Paverick im belgischen Aufgebot. Er kam im Achtelfinalspiel gegen Frankreich zum Einsatz.

### Trainer
Von 1940 bis 1945 trainierte er den KSK Beveren parallel zu seiner Spielerkarriere bei Royal Antwerpen.

## Erfolge
- Belgischer Meister: 1931, 1944